# N.N.
N.N., eller NN, av latinets nomen nescio, "jag känner inte till namnet", är ett sätt varpå en okänd persons namn anges i en text. Kan i vissa sammanhang stå för notetur nomen, "namnet märks".